# 船頭小唄
船頭小唄（せんどうこうた）とは、日本の歌謡曲(演歌)。

## 解説

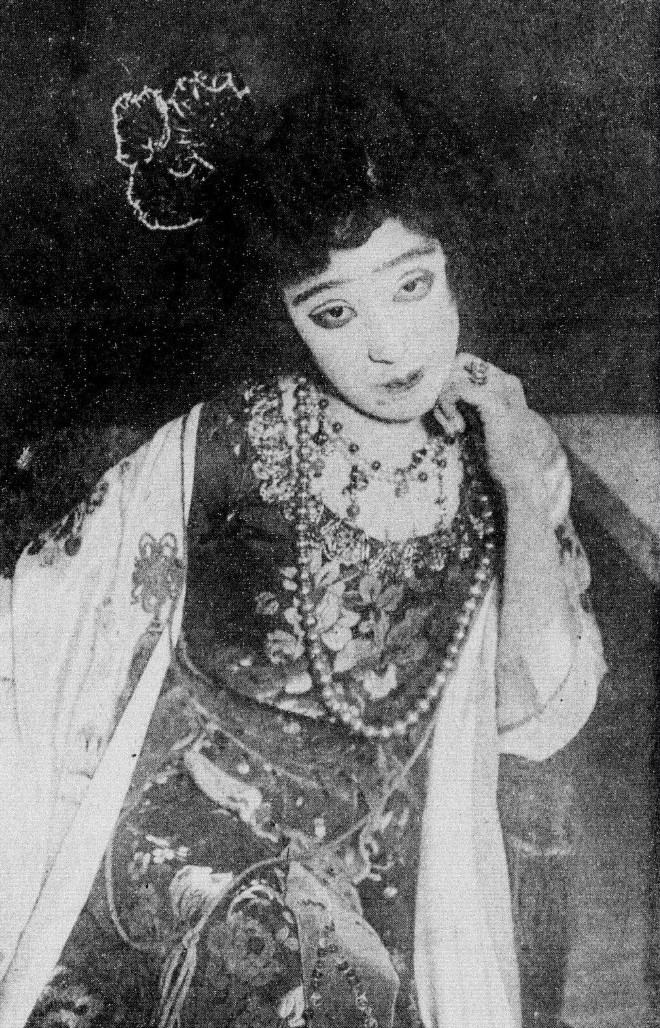
「船頭小唄」の代表的な歌手の一人である中山歌子（1919年）

1921年（大正10年）1月30日に民謡「枯れすすき」として野口雨情が作詞、同年に中山晋平が作曲した。
1922年（大正11年）に神田春盛堂から詩集「新作小唄」の中で、「枯れ芒」を改題し「船頭小唄」として掲載された。1923年（大正12年）、ヒコーキレコードから女優・中山歌子によって初めて吹き込まれ、その他オリエントレコードから演歌師の鳥取春陽、田辺正行、木津豆千代、ニットーレコードで高橋銀声などが歌った曲。同年、松竹から池田義信監督、主演・岩田祐吉、栗島すみ子で映画化された。
この歌の大流行の最中、関東大震災が起こり、雨情の暗い歌詞、晋平の悲しい曲調から、この地震を予知していた童謡（わざうた）だったのではという説が流布した。
街道演歌師の添田唖蝉坊は「俺は東京の焼け出され、同じお前も焼け出されどうせ二人はこの世では何も持たない焼け出され」という替え歌で歌った。
1957年（昭和32年）1月東京映画配給の映画『雨情物語』の主題歌として森繁久彌が歌い、大正から戦後の昭和まで、また現代においても「枯すすき」に人生の哀愁に共感するとしてヒットした流行歌となった。
「おれは河原の枯れすすき 同じお前も枯れすすき どうせ二人はこの世では 花の咲かない枯れすすき……」と男女の間柄を歌っている。
1971年（昭和46年）7月5日 藤圭子5枚目のアルバム『圭子の人生劇場』に収録。2010年（平成22年）CD-BOX『藤圭子 艶・怨・演歌』に収録。
また、1974年（昭和49年）には類似の哀愁を持つ曲「昭和枯れすすき」（TBS系『時間ですよ昭和元年』挿入歌。作詞：山田孝雄、作曲：むつひろし、唄：さくらと一郎）が発売され、翌年の1975年（昭和50年）、同名の映画も作られた。
なお、「船頭小唄」は明仁上皇がカラオケの十八番としているという。
2006年7月19日に舟木一夫の113枚目のシングル曲『船頭小唄』としてコロムビアミュージックエンタテインメントから発売された。B面は「燦めく星座」（作詞佐伯孝夫、作曲佐々木俊一、編曲竜崎孝路）。CDには、両曲のオリジナル・カラオケも収録されている。

## 脚註
1. ↑  南博（編）『日本モダニズムの研究 思想・生活・文化』ブレーン出版、1982年、259-260頁。ISBN 4-89242-108-1。
2. ↑  コロムビア大行進昭和30年-昭和39年、コロムビアファミリークラブ船頭かわいや
3. ↑  「天皇家の『ホッとする』素顔」（PDF）『商工会議所報むつ』第165号、むつ商工会議所、2012年1月1日、6頁。